# Niczława

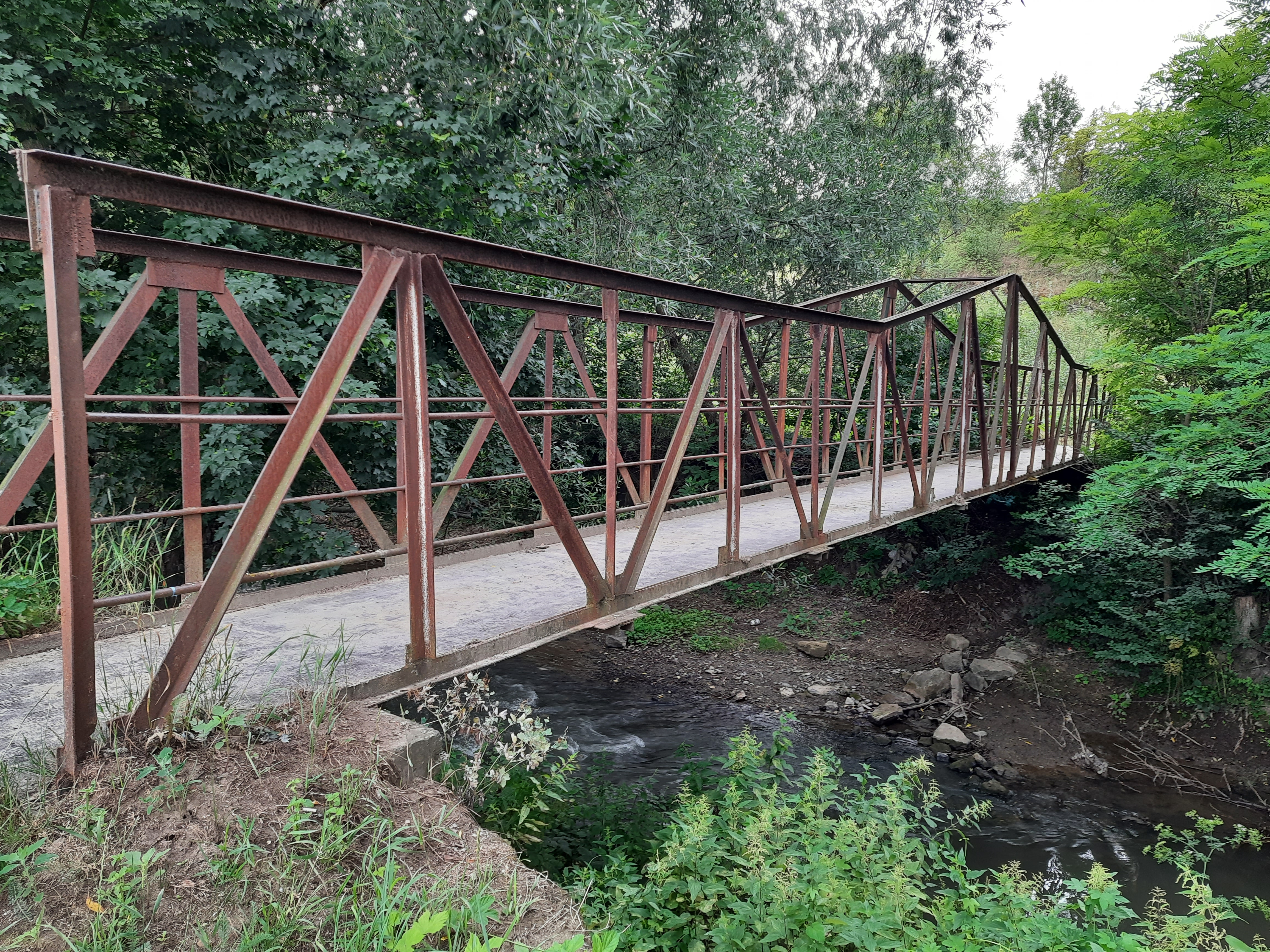
File:Місток через річку Нічлаву.jpg

Niczława (ukr. Нічлава Niczława) – rzeka na Ukrainie, lewy dopływ Dniestru.
Płynie przez obwód tarnopolski, długość rzeki 83 km. Przepływa m.in. przez Kopyczyńce, Kotówkę, Kolędziany i Borszczów.